# Thanatus albescens
Thanatus albescens es una especie de araña cangrejo del género Thanatus, familia Philodromidae. Fue descrita científicamente por O. P.-Cambridge en 1885.

## Distribución
Esta especie se encuentra en China (Yarkand).